# Гаден
Гаден (нем. Gaaden) — коммуна (нем. Gemeinde) в Австрии, в федеральной земле Нижняя Австрия. 
Входит в состав округа Мёдлинг.  Население составляет 1605 человек (на 31 декабря 2005 года). Занимает площадь 24,78 км².

## Политическая ситуация
Бургомистр коммуны — Райнер Шрам по результатам выборов 2008 года.
Совет представителей коммуны (нем. Gemeinderat) состоит из 19 мест.
- местный список: 13 мест.
- АНП занимает 4 места.
- СДПА занимает 2 места.